# ديرك أبيل
ديرك أبيل (بالهولندية: Dirk Abels)‏ (13 يونيو 1997 بهولندا - ) هو لاعب كرة قدم هولندي في مركز الدفاع. لعب مع نادي آيندهوفن وJong PSV ‏.

## روابط خارجية
- ديرك أبيل على موقع الاتحاد الأوربي (الإنجليزية)
- ديرك أبيل على موقع قاعدة بيانات كرة القدم.إي يو (الإنجليزية)
- ديرك أبيل على موقع Soccerway.com (الإنجليزية)
- ديرك أبيل على موقع عالم كرة القدم.نت (الإنجليزية)